# 어두운 승리
《어두운 승리》(영어: Dark Victory)는 1939년 개봉한 미국의 드라마 영화이다. 에드먼드 골딩이 감독을 맡았으며, 조지 에멀슨 브루어 주니어와 버트램 블로치의 동명 희곡이 영화의 원작이다.